# Месје 69
Месје 69 (М69) је збијено звездано јато у сазвежђу Стрелац које се налази у Месјеовом каталогу објеката дубоког неба.
Деклинација објекта је - 32° 20' 51" а ректасцензија 18h 31m 23,2s. Привидна величина (магнитуда) објекта М69 износи 8,3 а фотографска магнитуда 9,3. М69 је још познат и под ознакама NGC 6637, GCL 69, ESO 457-SC14.